# Luís Mesquita (futebolista)
Luís Mesquita de Oliveira ou simplesmente Luís Mesquita ou ainda Luisinho, (Rio de Janeiro, 29 de março de 1911 — São Paulo, 27 de dezembro de 1983), foi um futebolista brasileiro que atuou como atacante.

## Carreira
Embora carioca, Luisinho fez carreira no futebol de São Paulo. Começou no Anglo-Brasileiro, em 1928, onde ficou até o ano seguinte, quando também assinou com o Paulistano.
Fez parte do primeiro elenco do São Paulo, onde ficou entre 1930 e 1934. Após a breve extinção desse clube, foi atuar pelo Clube Atlético Estudantes de São Paulo (clube criado por antigos membros do São Paulo), em 1935, inclusive com status de jogador da seleção brasileira, pois havia sido convocado para a Copa do Mundo de 1934.
Em 1936, iniciou sua trajetória no Palestra Itália (atual Palmeiras), onde ficaria até 1940. Novamente, foi convocado para a Copa do Mundo, em 1938.
Em 1941, retornou ao São Paulo, ficando até 1946, ano em que encerrou sua carreira. Pelo Tricolor, Luisinho conquistou quatro títulos estaduais.

## Títulos
Paulistano
- Campeonato Paulista: 1929

São Paulo
- Campeonato Paulista: 1931[3], 1943, 1945 e 1946[4]

Palestra Itália
- Campeonato Paulista: 1936, 1938 (edição extra) e 1940

## Artilharia
- Campeonato Paulista: 1944 - 22 gols (São Paulo)